# Lucia Kimani
Lucia Kimani, född 21 juni 1981, är en friidrottare från Bosnien och Hercegovina. Hon deltog vid olympiska sommarspelen 2008, olympiska sommarspelen 2012 och olympiska sommarspelen 2016.